# ハリー・ボッシュ・シリーズ
『ハリー・ボッシュ・シリーズ』は、アメリカの作家マイクル・コナリーによる、LAPD（ロサンゼルス市警察）刑事ハリー・ボッシュを主人公とするミステリー、ハードボイルド小説シリーズ。

## 既刊一覧

### 長編
| #  | 邦題                           | 原題                       | 職業・役職     | 刊行年 | 刊行年月   | 出版社       | ISBN                                                      | 訳者     |
| -- | ------------------------------ | -------------------------- | -------------- | ------ | ---------- | ------------ | --------------------------------------------------------- | -------- |
| 1  | ナイトホークス                 | The Black Echo             | 3級刑事        | 1992年 | 1992年10月 | 扶桑社       | 上巻：ISBN 4-594-01041-5 下巻：ISBN 4-594-01046-6         | 古沢嘉通 |
| 2  | ブラック・アイス               | The Black Ice              | 3級刑事        | 1993年 | 1994年5月  | 扶桑社       | ISBN 4-594-01417-8                                        | 古沢嘉通 |
| 3  | ブラック・ハート               | The Concrete Blonde        | 3級刑事        | 1994年 | 1995年5月  | 扶桑社       | 上巻：ISBN 4-594-01818-1 下巻：ISBN 4-594-01819-X         | 古沢嘉通 |
| 4  | ラスト・コヨーテ               | The Last Coyote            | ストレス休暇中 | 1995年 | 1996年6月  | 扶桑社       | 上巻：ISBN 4-594-02000-3 下巻：ISBN 4-594-02001-1         | 古沢嘉通 |
| 5  | トランク・ミュージック         | Trunk Music                | 3級刑事        | 1997年 | 1998年6月  | 扶桑社       | 上巻：ISBN 4-594-02513-7 下巻：ISBN 4-594-02514-5         | 古沢嘉通 |
| 6  | 堕天使は地獄へ飛ぶ             | Angels Flight              | 3級刑事        | 1999年 | 2001年9月  | 扶桑社       | ISBN 4-594-03262-1                                        | 古沢嘉通 |
| 6  | エンジェルズ・フライト（改題） | Angels Flight              | 3級刑事        | 1999年 | 2006年1月  | 扶桑社       | 上巻：ISBN 4-594-05096-4 下巻：ISBN 4-594-05097-2         | 古沢嘉通 |
| 7  | 夜より暗き闇                   | A Darkness More Than Night | 3級刑事        | 2001年 | 2003年7月  | 講談社文庫   | 上巻：ISBN 4-06-273793-0 下巻：ISBN 4-06-273794-9         | 古沢嘉通 |
| 8  | シティ・オブ・ボーンズ         | City of Bones              | 3級刑事        | 2002年 | 2002年12月 | 早川書房     | ISBN 4-15-208462-6                                        | 古沢嘉通 |
| 8  | シティ・オブ・ボーンズ         | City of Bones              | 3級刑事        | 2002年 | 2005年2月  | ハヤカワ文庫 | ISBN 4-15-175201-3                                        | 古沢嘉通 |
| 9  | 暗く聖なる夜                   | Lost Light                 | 私立探偵       | 2003年 | 2005年9月  | 講談社文庫   | 上巻：ISBN 4-06-275184-4 下巻：ISBN 4-06-275185-2         | 古沢嘉通 |
| 10 | 天使と罪の街                   | The Narrows                | 私立探偵       | 2004年 | 2006年8月  | 講談社文庫   | 上巻：ISBN 4-06-275476-2 下巻：ISBN 4-06-275493-2         | 古沢嘉通 |
| 11 | 終決者たち                     | The Closers                | 3級刑事        | 2005年 | 2007年9月  | 講談社文庫   | 上巻：ISBN 978-4-06-275847-5 下巻：ISBN 978-4-06-275854-3 | 古沢嘉通 |
| 12 | エコー・パーク                 | Echo Park                  | 3級刑事        | 2006年 | 2010年4月  | 講談社文庫   | 上巻：ISBN 978-4-06-276627-2 下巻：ISBN 978-4-06-276628-9 | 古沢嘉通 |
| 13 | 死角 オーバールック            | The Overlook               | 3級刑事        | 2007年 | 2010年12月 | 講談社文庫   | ISBN 978-4-06-276850-4                                    | 古沢嘉通 |
| 14 | ナイン・ドラゴンズ             | Nine Dragons               | 3級刑事        | 2009年 | 2014年3月  | 講談社文庫   | 上巻：ISBN 978-4-06-277788-9 下巻：ISBN 978-4-06-277789-6 | 古沢嘉通 |
| 15 | 転落の街                       | The Drop                   | 3級刑事        | 2011年 | 2016年9月  | 講談社文庫   | 上巻：ISBN 978-4-06-293501-2 下巻：ISBN 978-4-06-293502-9 | 古沢嘉通 |
| 16 | ブラックボックス               | The Black Box              | 3級刑事        | 2012年 | 2017年5月  | 講談社文庫   | 上巻：ISBN 978-4-06293635-4 下巻：ISBN 978-4-06293636-1   | 古沢嘉通 |
| 17 | 燃える部屋                     | The Burning Room           | 3級刑事        | 2014年 | 2018年6月  | 講談社文庫   | 上巻：ISBN 978-4-06293890-7 下巻：ISBN 978-4-06293891-4   | 古沢嘉通 |
| 18 | 贖罪の街                       | The Crossing               | 刑事事件調査官 | 2015年 | 2018年12月 | 講談社文庫   | 上巻：ISBN 978-4-06512308-9 下巻：ISBN 978-4-06512309-6   | 古沢嘉通 |
| 19 | 訣別                           | The Wrong Side of Goodbye  | 私立探偵       | 2016年 | 2019年7月  | 講談社文庫   | 上巻：ISBN 978-4-06512310-2 下巻：ISBN 978-4-06512311-9   | 古沢嘉通 |
| 20 | 汚名                           | Two Kinds of Truth         |                | 2017年 | 2020年8月  | 講談社文庫   | 上巻：ISBN 978-4-06516952-0 下巻：ISBN 978-4-06520629-4   | 古沢嘉通 |
| 21 | 素晴らしき世界                 | Dark Sacred Night          |                | 2018年 | 2020年11月 | 講談社文庫   | 上巻：ISBN 978-4-06516953-7 下巻：ISBN 978-4-06521608-8   | 古沢嘉通 |
| 22 | 鬼火                           | The Night Fire             |                | 2019年 | 2021年7月  | 講談社文庫   | 上巻：ISBN 978-4-06523958-2 下巻：ISBN 978-4-06523959-9   | 古沢嘉通 |
| 23 | ダーク・アワーズ               | The Dark Hours             |                | 2021年 | 2022年12月 | 講談社文庫   | 上巻：ISBN 978-4-06-529912-8 下巻：ISBN 978-4-06-530226-2 | 古沢嘉通 |
| 24 | 正義の弧                       | Desert Star                |                | 2022年 | 2023年7月  |              | 上巻：ISBN 978-4-06-531860-7 下巻：ISBN 978-4-06-531861-4 |          |

### 短編
| #  | 邦題 | 原題                   | 収録書                                                  | 出版社                      | 執筆年 | 出版年 | 出版年 | ISBN, ISSN            | 訳者       |
| -- | --- | ---------------------- | ------------------------------------------------------- | --------------------------- | ------ | ------ | ------ | --------------------- | ---------- |
| 1  | クリスマス・イーヴン | Christmas Even         | ミステリマガジン2003年2月号                             | 早川書房                    | 2001   | 2004   | 2003   |                       | 古沢嘉通   |
| 1  | クリスマスイヴの日に、質屋で泥棒が死亡していた。この質屋は過去に何度も盗みに入られていた。ボッシュは、遺体の奇妙な点から事件の真相を推理する。長編『暗く聖なる夜』でボッシュが往年のジャズプレイヤーからサックスを教わるシーンに繋がるエピソードがある。エドガーとの二人組時代なので、時期は1995年以前と思われる。 |                        |                                                         |                             |        |        |        |                       |            |
| 2  | 空の青(シエロ・アズール) | Cielo Azul             | ジャーロ No.5                                           | 光文社                      | 2001   | 2005   | 2001   |                       | 宮脇孝雄   |
| 2  | ボッシュと相棒シーハンが1990年頃に担当した少女殺害事件。ボッシュはFBIにプロファイリングを依頼し、テリー・マッケレイブが担当する。事件は解決し、10年後にボッシュは死刑執行直前の犯人に会いに行く。 ボッシュとテリー・マッケレイブが共演する長編『夜より暗き闇』では、二人が既に知り合いで、かつてある事件を共に捜査したとされており、物語の中ではボッシュが前年に刑務所に死刑囚に会いに行ったことを語り、テリーは生まれた娘にシエロと名前を付けたと語る。そのかつての事件を本作では描いており、著者コナリーは『夜より暗き闇』が米国で発売されたときにこの短編を自身のホームページの読者たちにメール配信した。本作はハリー・ボッシュで初の一人称形式が取られている。 |                        |                                                         |                             |        |        |        |                       |            |
| 3  | 捜査の切り口 | Angle of Investigation | ミステリマガジン 2010年 7月号                           | 早川書房                    |        | 2005   | 2010   |                       | 古沢嘉通   |
| 3  | 長編『終決者たち』の最後のシーンでボッシュがライダーに昔の老女殺人事件を調べたいと申し出るシーンがあり、本作はその続きに位置する。その事件はボッシュがパトロール警官になって最初に遭遇した殺人事件であり、一人暮らしの女性が自宅の浴槽で腐乱死体で発見されたのであった。当時はパトロール警官だったので刑事に引き渡すのみだったが、その後迷宮入りしていたことを知ったボッシュは、当時現場近くに残されていた掌紋を新たな切り口として捜査し、真犯人を見つける。 |                        |                                                         |                             |        |        |        |                       |            |
| 4  | 自殺事案 | Suicide Run            | ミステリマガジン 2010年 12月号                          | 早川書房                    | 2007   | 2007   | 2010   |                       | 古沢嘉通   |
| 4  | 自室のベッドで死亡した女優が発見され、ベッドサイドには薬と遺書があった。相棒ジェリー・エドガーは自殺と見なすが、ボッシュはそこに不自然な点を見つけ、署に戻ってまだ刑事志望の制服警官だったキズミン・ライダーの協力を得てデスクワークで手がかりを探す。まだキズミン・ライダーとトリオを組む前で上司がパウンズの時代なので、1995年以前の事件。 |                        |                                                         |                             |        |        |        |                       |            |
| 5  | 1ドルのジャックポット | One Dollar Jackpot     | ポーカーはやめられない ポーカー・ミステリ書下ろし傑作選 | ランダムハウス講談社文庫    |        | 2007   | 2010   | ISBN 978-4-27010342-5 | 田口俊樹   |
| 5  | テレビで有名な女性プロ・ポーカープレイヤーが、カジノで大勝した夜、自宅前の車中で射殺される。ボッシュは『死角 オーバールック』『ナイン・ドラゴンズ』のパートナーであるイグナシオ・フェラスとともに捜査にあたる。 |                        |                                                         |                             |        |        |        |                       |            |
| 6  | 父の日 | Father's Day           | ミステリマガジン 2010年 7月号                           | 早川書房                    |        | 2008   | 2010   |                       | 古沢嘉通   |
| 6  | 父の日 | Father's Day           | ベスト・アメリカン・短編ミステリ                        | ディーエイチシー            |        | 2008   | 2010   | ISBN 978-4-88724508-2 | 山下麻貴   |
| 6  | 男が車の中に乳児の息子を放置して熱中症で死なせてしまう。男は仕事に気を取られてうっかりしてしまったと嘆くが、ボッシュは男の証言や妻との様子に不自然な点を見つける。相棒は『死角 オーバールック』『ナイン・ドラゴンズ』のイグナシオ・フェラス。 |                        |                                                         |                             |        |        |        |                       |            |
| 7  | （未訳） | Blue on Black          |                                                         |                             |        | 2010   |        |                       |            |
| 7  | 二人の女性が失踪し、ボッシュは過去にレイプで服役したことのある男性に嫌疑をむける。男性の家や所有するボートを捜索したが証拠は見つからなかった。行き詰まった捜査の手がかりを得ようとしてボッシュはFBIのプロファイラーであるレイチェル・ウォリングに協力を求めて、その男性の写真を見てもらう。 |                        |                                                         |                             |        |        |        |                       |            |
| 8  | （未訳） | Blood Washes Off       |                                                         |                             |        | 2011   |        |                       |            |
| 9  | （未訳） | 'Homicide Special      |                                                         |                             |        | 2011   |        |                       |            |
| 10 | 細かな赤い霧 | A Fine Mist of Blood   | ベスト・アメリカン・短編ミステリ 2014                   | ディーエイチシー            |        | 2012   | 2015   | ISBN 978-4-88724559-4 | 日向りょう |
| 10 | ボッシュは未解決事件捜査班で1999年に起きた被害総額数千万ドルの詐欺犯が殺害された事件を捜査している。新しく作られたデータ分析チームが、この事件の目撃証人が2007年にレイプ犯が自警団的に殺害された事件の証人と一致したと伝えてくる。その事件の担当はかつてのハリウッド署での相棒ジェリー・エドガーであった。ボッシュはエドガーと共に、この証人の女性の事情聴取に向かう。この捜査は2012年の出来事である。 |                        |                                                         |                             |        |        |        |                       |            |
| 11 | （未訳） | Switchblade            |                                                         |                             |        | 2014   |        |                       |            |
| 11 | 1992年に起きた未解決の殺人事件について匿名の通報がくる。証拠品のスイッチブレイドナイフからDNAが検出されて容疑者が特定されるが、検察はそれだけでは証拠として弱いとして起訴を躊躇う。捜査の行き詰まりを打開する決定的な証言者がいることにボッシュは気づく。未解決事件班所属時代の事件で、事件発生年の1992年が20年前であると作中で言及されることから2012年の捜査である。 |                        |                                                         |                             |        |        |        |                       |            |
| 12 | （未訳） | Red Eye                |                                                         |                             |        | 2014   |        |                       |            |
| 12 | ボッシュは1999年に起きた未解決の少女殺害事件の捜査を始める。データベース上で指紋が4ヶ月前にボストンで飲酒運転で逮捕された男性と一致する。ボッシュは飛行機の深夜便（レッド・アイ）でボストンに出向き、その男のDNAサンプルを得ようと張り込みを開始する。張り込み先で、ボストンで3日前におきた少女失踪事件の調査で、同じ男の張り込みをしている私立探偵パトリック・ケンジーと出会う。この捜査は2005年の出来事である。 デニス・ルヘインとの共作であり、パトリック・ケンジーはルヘインの「探偵パトリック＆アンジー」シリーズの主人公である。 |                        |                                                         |                             |        |        |        |                       |            |
| 13 | （未訳） | The Crooked Man        |                                                         |                             |        | 2014   |        |                       |            |
| 13 | 映画スタジオのCEOが自宅の豪邸で他殺される。若い妻には弁護士がついて事情聴取に応じない。現場に駆けつけたボッシュは、「シャーロック」とあだ名で呼ばれる観察力に優れた検視官と現場検証を開始する。 本作はコナン・ドイルのシャーロック・ホームズ・シリーズへのオマージュとして書かれている。 |                        |                                                         |                             |        |        |        |                       |            |
| 14 | 夜鷹 ナイトホークス | Nighthawks             | 短編画廊 絵から生まれた17の物語                         | ハーパーコリンズ・ ジャパン |        | 2016   | 2019   | ISBN 978-4-59655209-9 | 古沢嘉通   |
| 14 | ロス市警を退職した私立探偵ボッシュは、ある男からの依頼でシカゴに住む女性を調査に行く。彼女を尾行すると、彼女は連日シカゴ美術館の『ナイトホークス』の絵の前で長時間過ごしている。ボッシュは少し離れて見守るが、やがて彼女から話しかけられてしまう。 本作で取り上げられている絵は長編第1作の『ナイトホークス』にも登場するが、本作の内容は長編第1作と直接関係がない。エドワード・ホッパーの絵画について17人の作家が書き下ろした短編集（原題：In Sunlight or In Shadow）に収録された。 |                        |                                                         |                             |        |        |        |                       |            |
| 15 | （未訳） | The Guardian           |                                                         |                             |        | 2020   |        |                       |            |

## 主人公 ハリー・ボッシュ

### 生い立ち
1950年生まれ。母親はマージョリー・ロウという名のハリウッドの娼婦で、1961年10月28日、ボッシュが11歳のときに殺害された。ボッシュは父親を知らずに育つが、のちにマフィアのミッキー・コーエンなどの弁護をしたことで知られる著名な弁護士ミッキー・ハラー・シニアであることがわかる。「リンカーン弁護士」のミッキー・ハラーは異母弟に当たる。
少年期は10歳のときに母親から引き離されて複数の養護施設で育った。ときおり里親に引き取られたが長続きすることは無かった。母親の殺害を知ったとき、養護施設にいたボッシュはプールの底に潜り、空気がなくなるまで叫び続けた。
17歳のとき、養父に入隊書類にサインしてもらい、アメリカ陸軍に入隊した。ベトナム戦争では第1歩兵師団に所属し、ベトコンや北ベトナム軍が兵舎や病院、死体置き場として使っている迷路のようなトンネルに入る専門兵士「トンネル工作兵(ねずみ)」（愛称「ハリキリ・ボッシュ」）であった。 トンネル・ラットは敵のトンネル内で、遭遇した敵兵を殺害し、軍情報部による分析のための資料を収集し、トンネルを出た後に爆発するようにC-4爆薬を仕掛けるのである。ハワイでの休暇中に無断欠勤したこともあったが、部隊に戻り、ベトナムに2度派遣された。

### 職歴
ベトナムから帰国後、陸軍から名誉除隊。1972年にロス市警に入署し、パトロール警官を経験した後に、刑事に昇進。やがて捜査とマネジメントを担当する三級刑事（詳しくはロサンゼルス市警察#階級を参照）の階級に昇進する。強盗殺人課（RHD）でのボッシュのパートナーはフランク・シーアンで、彼は後に『堕天使は地獄へ飛ぶ』で殺害された。エリートの配属される強盗殺人課（RHD）で8年間勤務したが、1989年、9件の殺人事件に関連した容疑者（ドールメーカー）をボッシュが射殺したという内務監査課（IAD）の調査により、数週間の停職後、ハリウッド署殺人課に左遷される。（ここまでの履歴は時系列的に第一作が始まる前の出来事であり、諸作品で断片的に明かされていくことになる過去である）
ハリウッド署殺人課での主な相棒は、ジェリー・エドガー（最も長く組んだパートナー）、キズミン（キズ）・ライダー。 1990年の『ナイトホークス』の事件で負傷し、6週間の休暇をメキシコで過ごす。1994年、上司に暴行をはたらき強制ストレス休暇を取らされる。1996年ハリウッド署盗犯課に復職、数ヶ月後に殺人課に復帰。2002年1月、強盗殺人課に異動する辞令が出たが、これを拒んでロス市警を退職、私立探偵として働く。
ロス市警が人材不足を理由に引退3年以内の警官を再雇用するプログラムを開始したことに応募し、刑事に復帰する。復帰後、ボッシュは強盗殺人課の未解決事件捜査班に配属された。復職後の『終決者たち』で、再びキズミン・ライダーとコンビを組む。エドガーはハリウッド署殺人課に留まった。その後『エコー・パーク』でライダーが犯人から撃たれて彼女が署長室に異動するまで、ライダーとコンビを組んだ。
『エコー・パーク』から『死角』までは未解決事件捜査班を離れ、殺人特捜班に異動。『死角』では、イグナシオ・フェラス刑事とコンビを組んだが、フェラスは若く、ボッシュはまだ強固な信頼関係を築けていなかった。『転落の街』と『ブラックボックス』では、デビッド・チュー刑事とコンビを組む。『転落の街』からはボッシュは「DROP」と呼ばれる定年退職延長制度の適用を受けている。
ボッシュは、ロス市警の内務監査課から何度も調査を受け、そのたびに疑いを晴らした。『燃える部屋』ではルシア・ソトという若い女性の刑事とコンビを組んだが、ソトと一緒に殺人事件を解決した後、些細な手続き違反で停職処分を受ける。結果的に懲戒解雇は免れたものの、ボッシュは退職を余儀なくされる。ロス市警引退職後、『贖罪の街』で、ボッシュは異母弟の弁護士ミッキー・ハラーに請われて、ある事件の刑事事件調査官をつとめる
その後、カリフォルニア州サンフェルナンド市の警察で働く予備役の職を引き受ける。同時に私立探偵としても働き、『訣別』では死期が迫った億万長者の遺産相続人の居場所を突き止めるという案件を調査する。サンフェルナンド警察では、ベラ・ルルドス刑事とコンビを組み、『訣別』では連続強姦事件を解決する。『汚名』では処方薬のオピオイド鎮痛剤の違法売買に絡む殺人事件の解決に協力する。
『素晴らしき世界』でボッシュはロス市警の刑事レネイ・バラードと知り合い、以後、彼女に協力して未解決事件の解明に取り組む。『鬼火』では再び異母兄ハラーの捜査官として働く。

### 職務への取り組み
ボッシュ曰く、「殺人課では、自分が担当する事件に関して、ひとつのルールがある。 "誰もが重要か、誰も重要でないか "だ。」そのルールについて説明を求められたボッシュはこう答えている。「言ったとおりだ。 みんなを巻き込むか、誰も巻き込まないか。それだけだ。売春婦だろうが、市長の奥さんだろうが、ケツを叩いて事件を起こすということだ。 それが私のルールだ。」 「私には信仰があり、使命がある。それを（警官の制服の色にちなんで）青い宗教と呼んでもいい。あの骨が地上に出てきたのには理由がある。私が見つけるために、私が何かをするために、地面から出てきたのだ。それが私を支え、前進させるのだ。」
殺人事件の被害者、特に女性や子どもなど弱い立場であった者に強く心を寄せ、全力で犯人探しに努める。つねに死者の代弁をするというのが彼の誓いである。犯人を挙げて罪を償わせるためには、ときに一線を越えたのではないかと思わせる場面がある。それが取り沙汰された裁判の対戦相手であった弁護士ハニー・チャンドラーから言われたニーチェの言葉「怪物と戦う者はだれであれ、その過程において、自分が怪物とならぬよう気をつけなくてはならぬ。そして、おまえが深淵を覗きこむとき、その深淵もまた逆にこちらを見つめかえしているのだ」を書き留めて自宅に置いており、警察官が権力を持つことについて「権力には使うべき場所と時がある」とし、必要以上に関係者を手荒に扱うのはいじめっ子のやることだと考えている。そのため、警部補、警察副長官、あるいはFBIなど、常に権力と対立している（特にアーヴィングとは、アーヴィングが『贖罪の街』の最後で引退を余儀なくされて現在の市議会議員になるまで、ボッシュの宿敵として繰り返し描かれている）。彼の反抗的な姿勢は、通常、自分のキャリアをほとんど顧みないことと相まって、彼の強い善悪の感覚に起因するものである。『死角』の最後でコナリーは、この特徴は一言で言えば「容赦ない」（relentless）と書いている。また、『暗く聖なる夜』でもこの言葉を使ってジャズについて述べており、彼自身の作品や性格への自己言及を暗に示している。
ボッシュが「偶然を信じない」という記述はたびたび現れる。同時に起きる可能性が極めて低い事象の間には何らかの因果関係を疑うのである。『天使と罪の街』でも一人称形式の記述の中に書かれている。
捜査においては事実や証拠を重視し、事件の捜査報告書を何度も読み返して見落としや気づきが無いかどうかを確かめるシーンがたびたび描かれている。そのために報告書を自宅に持ち帰って深夜まで読み込むこともしばしばある。そしてそれらの事実や証拠に基づき、「直感や勘にしたがうところが多分にある」ともしている。
殉職した警察官の埋葬に立ち会うと、そこでの弔銃で使われた薬莢を持ち帰り、自宅の瓶に貯めている。

### 人物・私生活
はじめはハリウッド・ヒルズのウッドロウ・ウィルソン・ドライブ7203番地にある高床式の家に住んでいた。その高級住宅の資金は、俳優のダン・レイシーがボッシュをモデルとした刑事を演じた連続殺人事件のテレビミニシリーズの技術顧問を務めたことから得られたものであった。ボッシュの家はその後、『ラスト・コヨーテ』の出版直前のノースリッジ地震で被災し立入禁止となって取り壊されたが、同じ道路沿いのやはり渓谷に面したところに新しい家を建てた。
ボッシュは盛んに恋愛をし、概ね各話毎に1人の恋人がいるが、恋愛については「一発の銃弾説」の信奉者であり、何人もの女性と恋に落ちることはあっても、人生でただ一人、その女性から射抜かれたら生涯それを引きずるのだと語っており、ボッシュにとってはそれがエレノア・ウィッシュである。エレノアとは第一作『ナイトホークス』の事件捜査で、彼女がFBIの捜査官として協力するなかで恋愛関係に発展する。しかし彼女がその事件の犯人の一人として入獄することになり別れる。『トランク・ミュージック』の捜査で再会し結婚するが次作『エンジェルズ・フライト』で離婚する。『暗く聖なる夜』でボッシュはエレノアが自分の子マデリン・"マディー"を産んだのを知る。(1999年生まれ)。エレノアはプロのギャンブラーになっており、ラスベガスやマカオのカジノでスター的な存在であった。エレノアには護衛のサン・イーという男がいて、彼女の恋人でもあった。彼女は、香港で誘拐されたマディを助け出そうとして殺された。その後、マディはロサンゼルスで父親と暮らすようになった。
エレノア以外の主な恋人として、テレサ・コラソン（検死局局長代理）、シルヴィア・ムーア（同僚刑事の元妻）、など。FBI捜査官のレイチェル・ウォーリングもその一人である。関係は『天使と罪の街』で始まり、『エコー・パーク』でロマンチックに盛り上がったが、ウォリングはその結末でボッシュの事件へのケリの付け方に反発して関係を断ち切っている。しかし『死角』の捜査の過程で再会する。ウォリングはボッシュと出会う前に恋愛関係にあった記者のジャック・マカヴォイとの関係を再開している。ウォリングは『スケアクロウ』（"ジャック・マカヴォイ"シリーズ）の中で、ボッシュとの関係が壊れたのは、ボッシュがまだエレノア・ウィッシュと恋仲だったことも一因だと記している。ボッシュはレイチェルのプロファイリングの能力を買っており、『判決破棄 リンカーン弁護士』『ブラックボックス』『燃える部屋』において彼女を頼る。
ボッシュは左利きである。身長は約1.75メートル（5フィート9インチ）で、ひょろひょろしていると描写される。筋肉はナイロンコードのようで、その強さはスケールの大きさによって隠されている。彼は口ひげと白髪の茶色の髪をたくわえている。目は彼の外見の特徴で黒に近い茶色をしており、『夜より暗き闇』ではしばしば言及された。コナリーは、『死角』でレイチェル・ウォーリングに「あなたはDr.HOUSEに似ているわ」（俳優ヒュー・ローリー）と語らせることで、彼がボッシュをどうイメージしているかの良い示唆を与えている。
ボッシュの名前の由来であるオランダの画家ヒエロニムス・ボッシュは、この世の罪（主に放蕩）とその暴力的な結末を宗教的に描いたことで有名である。いくつかの作品では、絵画に描かれた地獄と、架空の人物であるボッシュの人生の出来事の間に類似性が示唆されている。「ヒエロニムス」は男性名ジェロームのラテン語形だが、コナリーはクリント・イーストウッドが一連の映画で演じた警察官ハリー・キャラハン（ダーティー・ハリー）に敬意を表して、「ジェリー」ではなく「ハリー」というあだ名をキャラクターに使用したと書いている。
コナリーのシリーズ以外では、ポーラ・ウッズ、ジョー・ゴアズ、ロバート・クレイズの本にもハリー・ボッシュはカメオ出演している。 同様に、2008年10月16日にカリフォルニア州サンマテオで行われた『The Brass Verdict』の宣伝用のサイン会でマイケル・コナリーは、コナリーの小説『チェイシング・リリー』にもボッシュが（身元不明のままで）カメオ出演したと観客に告げた。
ボッシュはジャズ愛好家で、ヴィンテージのオーディオ機器を使って頻繁にレコードやCDを聴いている。シリーズのいくつかのエピソードでは、McIntoshのチューナー/プリアンプMX110、McIntoshのパワーアンプMC240、Marantzのターンテーブル6300、Ohm Walshのスピーカーが確認できる。引退して年老いた往年の名ジャズプレイヤーにサックス演奏を習っていた時期もある。作者のコナリーはボッシュの小説を作るときに聴いているジャズを集めたCD「Dark Sacred Night」を2003年に自費制作してサイン会でファンに配布した。
一時期同僚であったキズミン・ライダーが初めてボッシュと仕事をしたときに彼から言われた言葉で覚えているのは、「どんな人間にも価値がある。さもなければだれにも価値はない」である。
考えていることを顔に出さないのは苦手であり、エレノアからは「ポーカープレイヤーとしては最悪」と言われている。

## 小説の形式
このシリーズは基本的に三人称で語られるが、実質的にボッシュの視点で描かれているためハードボイルド小説であると評される。いくつかの作品では、他の登場人物の視点から描かれる場面もあるが、全体としてはボッシュの視点に重点が置かれている。例外的に、ボッシュが私立探偵として活動する『暗く聖なる夜』と『天使と罪の街』はボッシュの一人称で語られている。この試みについてコナリー自身は、「かなり大変だった。」「三人称ではボッシュが何を考え、何に取り組んでいるかを読者にどう提示するかを考えることができたが、一人称では何かを隠すと読者を欺いているような気になってしまう。」「（しかし）脚本家として、常に動き続けないと陳腐化してしまう。」「ハリーを一人称で描くことで、彼のフィクションの人生と私の執筆人生の両方において、新しい方向へ進むための再活性化につながった。」と語っている。
物語は毎回それが執筆された時期と近い年の出来事を描いているため、ボッシュも各巻の出版と同じペースで歳を重ねている。

## シリーズを通じた主な登場人物
ハリー・ヒエロニムス・ボッシュ
上記参照。
エレノア・ウィッシュ
FBI特別捜査官、強盗事件にかかわって服役し、出所後はプロのポーカープレイヤー。ボッシュと結婚し、二人の間に娘マディができるが、離婚してラスベガスや香港に住む。
ジェリー・エドガー
ロス市警の刑事, ボッシュの相棒。アフリカ系の大男で身長は190cm以上ある。口が軽い。離婚歴あり。初期の作品では不動産業を副業にしていた。プライベートを優先して遅刻したり捜査を疎かにすることがある。「ハリー、どこさいたと？」が口癖。
キズミン・ライダー
ロス市警の刑事, ボッシュの相棒。駆け出しの頃はボッシュが指導役だった。アフリカ系で同性愛者。ボッシュの教えを受けて捜査勘が鋭い。IT音痴なボッシュの代わりにパソコンも扱う。捜査能力に比べると戦闘は劣り、重要な場面で被疑者を取り逃がし、自身も重傷を負ってしまった。
アーヴィン・アーヴィング
ロス市警 本部長補佐。ロス市警内での権力の階段を登っていくことに関心が強く、常に政治的な判断を優先し、犯人逮捕第一のボッシュとしばしば対立する。白人でスキンヘッド。本部長への道を絶たれた後は市議会議員を目指す。
グレイス・ビレッツ
ハリウッド署の警部補。ボッシュのハリウッド署時代の上司の一人。マネジメントには珍しくボッシュと価値観が通じている。同性愛者でキズミンとも交際している。
ケイシャ・ラッセル
ロサンゼルス・タイムズ紙の記者。警察周りを担当している。ボッシュと良い関係を持っており、お互いに利用しあっている。ハリー・ボッシュ・シリーズ以外のコナリー作品にも彼女の記事が出てきたりする。警察周りで燃え尽きた後は政治部に異動した。
レイチェル・ウォリング
FBI捜査官。ジョージタウン大学で心理学を学び、卒業後にFBIに就職。ニューヨーク支部で捜査官となった後、コロンビア大学の夜学で法律の学位を取る。母は彼女が幼いときに去り、警察官だった父は拳銃自殺する(しかしその真相には疑惑がある)。同僚のゴードン・トースンと一時期結婚していたが1年余りで破局。後に彼は「彼女は砂漠だ。見た目は美しいが、そこに行くと荒涼としている。美しさの向こうには何もない。」と評した。行動科学課在職時の『ザ・ポエット』事件の捜査中に新聞記者のジャック・マカヴォイと恋仲になったことで懲戒処分を受け地方に左遷されるが、数年後に本局に復帰する。『天使と罪の街』でボッシュの捜査に参加して以降、ボッシュの物語に登場するようになる。
ほかに、マイクル・コナリーの他シリーズの登場人物も時折登場する。

## 各巻あらすじ・登場人物

### ナイトホークス
パイプの中で発見された死体。それはハリウッド署刑事ボッシュの戦友メドーズだった。いまだヴェトナム戦争のトラウマに苦しむボッシュはこの事件の捜査を開始する。ところが、メドーズは銀行強盗事件の有力容疑者であることから、ボッシュはFBIや内務監査課の妨害を受け、捜査からはずされてしまう。
主な登場人物
- ハリー・ボッシュ: ロス市警ハリウッド署殺人課の刑事
- ジェリー・エドガー: ボッシュの相棒
- ハーヴェイ・パウンズ: ロス市警ハリウッド署の警部補、ボッシュの上司
- エレノア・ウィッシュ: FBI捜査官
- ジョン・ローク: FBI主任特別捜査官、ウィッシュの上司
- ウィリアム・メドーズ: 殺人事件の被害者
- アーヴィン・アーヴィング: ロス市警副警視正
- ピアス・ルイス: ロス市警内務監査課の刑事
- ドン・クラーク: 同上
- エドワード・ニース（シャーキー）: 不良少年

### ブラック・アイス
麻薬課刑事ムーアの死体がモーテルで発見された。当初はショットガンによる自殺と思われたが、検死により殺人と判明する。ボッシュはひそかに事件を追うが、事件の背後には新型の麻薬ブラック・アイスをめぐる麻薬組織の対立構図が横たわっていた。ボッシュは単身メキシコへ飛び、麻薬王との対決に赴く。
登場人物
- ハリー・ボッシュ
- カル・ムーア
- シルヴィア・ムーア
- テレサ・コラソン
- アーヴィン・アーヴィング
- ジョン・チャスティン
- ハーヴェイ・パウンズ
- トム・リカード
- フランク・シーアン
- リネイ・コルヴォ
- ラモス
- カルロス・アギラ
- グスタボ・グレナ
- ジミー・キャップス
- マーヴィン・ダンス
- カーウィン・タイジ
- ウンベルト・ソリージョ

### ブラック・ハート
4年前、ボッシュが犯人を射殺し終息したドールメイカー事件。だが、犯人（ドールメイカー）とされた男の妻が夫の無実を主張し、ボッシュを告訴する。そこへ、新たにドールメイカーの被害者と思われる女性の死体が発見される。ボッシュは裁判を受けながら自力で事件の真相を追う。
登場人物
- ハリー・ボッシュ: ロス市警ハリウッド署殺人課の刑事
- ハーヴェイ・パウンズ: ボッシュの上司
- ジェリー・エドガー: ボッシュの相棒
- エルヴァ・キーズ: 裁判官
- ハニー・チャンドラー: 原告側の弁護人
- ノーマン・チャーチ: ドールメイカー事件の容疑者
- デボラ・チャーチ: ノーマンの妻。裁判の原告。
- ロッド・ベルク: ボッシュの弁護人
- レイ・モーラ: 風紀課の刑事
- レベッカ・カミンスキー: コンクリート詰めの死体で見つかったポルノ女優
- アーヴィン・アーヴィング: ロス市警の警視正補
- ジョン・ロック: 性心理動学が専門の博士
- ジョエル・ブレマー: LAタイムズの記者

### ラスト・コヨーテ
ボッシュは上司のパウンズ警部につかみかかり強制休職処分を受ける。復職の条件として精神分析医とのカウンセリングを続けるボッシュは、迷宮入りした自分の母マージョリー・ロウの殺害事件の調査を思い立つ。
登場人物
- ハリー・ボッシュ
- カーメン・イノーホス
- ジェリー・エドガー
- ハーヴェイ・パウンズ
- アーヴィン・アーヴィング
- キャサリン・リージスタ（メリディス・ローマン）
- ジョニー・フォックス
- アーノウ・コンクリン
- ゴードン・ミテル
- クロード・イーノ
- ジェイク・マッキトリック
- ロジャー・ゴフ
- ケイシャ・ラッセル
- レロイ・ルーベン
- ブラッド・ハーシュ
- ジャスミン・コリアン
- マージョリー・ロウ

### トランク・ミュージック
崖下に停められたロールスロイスのトランクから射殺死体が見つかった。被害者は映画のプロデューサーだが、彼は犯罪組織の資金洗浄係という裏の顔を持っていた。復職した刑事ボッシュは被害者が最後に訪れたラスヴェガスへと飛ぶが、そこで意外な人物と再会を果たすことになる。
登場人物
- ハリー・ボッシュ
- ジェリー・エドガー
- キズミン・ライダー
- グレイス・ビレッツ
- ジョン・フェルトン
- ジョン・アイヴァスン
- アントニー（トニー）・N・アリーソ
- ヴェロニカ・アリーソ
- レイラ
- ロンダ
- グッシー（ジョン・フラナガン）
- ラッキー（ルーク・ゴウシェン）
- ジョーイ・マークス
- レイ・パワーズ
- ドミニク・カーボーン
- マシュー・グレッグスン
- エレノア・ウィッシュ

### エンジェルズ・フライト
LAのケーブルカー「エンジェルズ・フライト」の頂上駅で惨殺死体が二体発見された。マスコミは、被害者の一人が警察の宿敵とも言うべき人権派弁護士ハワード・エライアスだったことから警察の犯行を疑う。ボッシュは部下を率いて捜査にあたるが、LAの街はいつ暴動が起きてもおかしくない危険な空気に覆われていた。
登場人物
- ハリー・ボッシュ
- ジェリー・エドガー
- キズミン・ライダー
- グレイス・ビレッツ
- エレノア・ウィッシュ
- アーヴィン・アーヴィング
- ジョン・ガーウッド
- フランシス・シーアン
- ハワード・エライアス
- カーラ・エントリンキン
- ジョン・チャスティン
- サム・キンケイド
- ケイト・キンケイド
- ステーシー・キンケイド
- マイクル・ハリス

### 夜より暗き闇
引退したFBI捜査官テリー・マッケイレブは旧知の女性刑事の依頼を受け殺人事件の捜査に協力することになる。マッケイレブは被害者と因縁のあった刑事ボッシュを訪ねる。しかし、ボッシュは別の殺しの証人として全米が注目する裁判の渦中にあった。
登場人物
- ハリー・ボッシュ
- テリー・マッケイレブ
- グラシエラ
- レイモンド
- シシ
- ジェイ・ウィンストン
- バディ・ロックリッジ
- エドワード・ガン
- デイヴィッド・ストーリー
- J・リーズン・フォウクス
- ハウトン
- ジャニス・ラングワイザー
- ロジャー・クレッツラー
- ジョディ・クレメンツ
- ジェーン・ジャイリー
- ルディ・タフェロ
- アナベル・クロー
- キズミン・ライダー
- ドン・トワイトリー
- ジャック・マカヴォイ

### シティ・オブ・ボーンズ
ある日、犬が20年前に失踪した少年の骨をくわえてくる。調査を始めたボッシュは現場付近に住む児童性愛者の男を発見し容疑をかけるが、男は無実を訴え自殺してしまう。
相棒：ジェリー・エドガー
登場人物
- ハリー・ボッシュ
- ジェリー・エドガー
- キズミン・ライダー
- テレサ・コラソン
- グレイス・ビレッツ
- ジュリア・ブレイシャー
- エッジウッド
- アーヴィン・アーヴィング
- ポール・ギヨー
- アントワーヌ・ジェスパー
- ウィリアム・ゴラー
- ニコラス・トレント
- サミュエル・ドラクロワ
- シーラ・ドラクロワ
- クリスティーン・ドーセット・ウォーターズ

### 暗く聖なる夜
2003年、52歳のボッシュは、警察を退職し私立探偵となる。彼は1日2本のタバコをやめて、中古のメルセデスSUVを購入し、サックスのレッスンを受けている。彼は刑事時代に未解決のままに終わった事件、若い女性の殺害事件の調査を始める。この事件の数日後に200万ドルの現金強奪事件があり、それとの関連も調べ始めるが、突然FBIから横槍が入り、捜査は思いもよらぬ方向に展開していく。シリーズ初の一人称形式による作品。
相棒：なし
登場人物
- ハリー・ボッシュ
- エレノア・ウィッシュ：ボッシュの元妻、元FBI捜査官
- キズミン・ライダー：ロス市警時代のボッシュの元相棒
- ロートン・クロス：ロス市警本部強盗殺人課の元刑事
- ダニエル・クロス：ロートンの妻
- ジャック・ドーシー：ロートンの元相棒
- ロイ・リンデル：FBI捜査官
- マーサ・ゲスラー：FBI捜査官
- ジョン・ピープルズ：FBI捜査官
- アレグザンダー・テイラー：映画製作者
- アンジェラ・ベントン：テイラーの会社の社員、殺人事件犠牲者
- レイモンド・ヴォーン：バンクLAの元警備部長
- ライナス・サイモンスン：バンクLAの元従業員
- ジョスリン・ジョーンズ：バンクLA従業員
- ケイシャ・ラッセル：ロサンゼルス・タイムズ紙専属記者
- ジャニス・ラングワイザー：弁護士で元検事
- サンダー・スザトマリ：保険会社事件調査官
- クェンティン・マッキンジー（シュガー・レイ・マック）：往年の名ジャズプレイヤー

### 天使と罪の街
『夜より暗き闇』でボッシュと共に捜査に当たったテリー・マッケイレブが死んだ。夫の死に不審を覚えた未亡人グラシエラの依頼を受けたボッシュは調査を始める。
一方、ロスからラスベガスに向かう途中の砂漠ザイジックス・ロードでは多数の他殺死体が発見された。FBI捜査官レイチェルはかつて取り逃がした連続殺人犯、詩人（ポエット）の犯行を確信。そこへ意外な人物が現れる。
「詩人」はマイクル・コナリーの記者 "ジャック・マカヴォイ" シリーズ『ザ・ポエット』に描かれた連続殺人事件に登場する。『ザ・ポエット』の捜査は1995年に行われたが、本作はその8年後の2003年が舞台である。
前作に引き続き、ボッシュの一人称で書かれている。（同時並行的に起きたボッシュがいない場所での出来事は三人称で書かれている。）
相棒：なし
登場人物
- ハリー・ボッシュ
- エレノア・ウィッシュ
- レイチェル・ウォリング：FBI捜査官
- シェリー・ダイ：FBI捜査官
- ランドル・アルパート：シェリーの上司
- 詩人：連続殺人犯
- テリー・マッケイレブ：元FBI心理分析官
- グラシエラ・マッケイレブ：テリーの妻
- シエロ・アズール：テリーの娘
- バディ・ロックリッジ：テリーの同僚
- ジョーダン・シャンディ：テリーの客
- キズミン・ライダー：ハリーのロス市警時代の元相棒
- エド・トーマス：ハリーのロス市警時代の元同僚

### 終決者たち
ボッシュが3年ぶりにロス市警に復帰した2005年。市警本部の未解決事件捜査班に配属され、かつての相棒キズミン・ライダーと再びコンビを組む。復帰最初の事件は17年前の女子高生殺人事件で、凶器の拳銃に付いていた血液が最近のDNA鑑定技術で地元在住者のものと判明したのである。しかしその容疑者を調べると、どうも彼が犯人であるという確信が持てない。久しぶりに警察バッジを持って捜査勘が鈍ったと感じるボッシュであるが、持ち前の観察眼で聞き込みを重ねていく。被害者の両親、高校関係者、当時地域でヘイトクライムを行っていたギャング団の関係者などに会っていくうち、当時の警察組織の中でも怪しい動きがあったことが分かってくる。ボッシュはDNAが一致した容疑者に罠をかけて何らかの動きを起こすことを期待するが、それが思わぬ結果を招いてしまう。
相棒：キズミン・ライダー
登場人物
- ハリー・ボッシュ
- キズミン・ライダー
- エーベル・プラット：LA市警 未解決事件班長
- アーヴィン・アーヴィング：ロス市警 副本部長
- レベッカ(ベッキー)・ヴァローレン：17年前に殺害された被害者
- ロバート・ヴァローレン：ベッキーの父
- ミュリエル・ヴァローレン：ベッキーの母
- アルトゥーロ・ガルシア：ヴァローレン事件の担当刑事
- ゴードン・ストッダード：ベッキーが通っていた高校の校長
- ベイリー・コスター・セイブル：ベッキーの親友
- タラ・ウッド：ベッキーの親友
- グレイス・タナカ：ベッキーの親友
- ダニー・コチョフ：ベッキーの元ボーイフレンド
- ローランド・マッキー：ヴァローレン事件の容疑者
- サム・ワイス：ヴァローレン事件で使われた銃の所有者
- ウィリアム・バークハート：チャッツワース・エイト団のメンバー

### エコー・パーク
2006年、LAのエコー・パーク地区で、車に女性の死体を乗せた男レイナード・ウェイツが逮捕された。男は死刑免除を条件に、かつて犯した殺人に関しても自白を始めるが、その中にはボッシュが13年間追ってきたマリー・ゲスト事件も含まれていた。ボッシュはウェイツのプロファイリングをFBIのレイチェルに依頼し、二人は『天使と罪の街』事件以来の再会をする。ウェイツはマリー・ゲスト事件についても犯人しか知り得ない情報を提供するが、それ以外の事件との性質の違いがボッシュを疑わせる。そして政治的な権力を狙う検察官の動きと失態から、ボッシュは何らかの陰謀が行われているのではないかと考えるようになる。その捜査の最中に相棒ライダーが重傷を負い、ボッシュはレイチェルと共に犯人を追う。
相棒：キズミン・ライダー、レイチェル・ウォリング
登場人物
- ハリー・ボッシュ
- キズミン・ライダー
- ジェリー・エドガー
- レイチェル・ウォリング
- マリー・ゲスト：13年前に失踪した女性
- レイナード・ウェイツ：収監中の殺人犯
- モーリス・スワン：ウェイツの弁護士
- リック・オシェイ：ウェイツ事件の検察官
- フレディ・オリーヴァス：ウェイツ事件の担当刑事
- エーベル・プラット：ボッシュとライダーの上司
- アンソニー・ガーランド：ゲスト失踪事件の容疑者

### 死角 オーバールック
展望台で発見された射殺体。事件を担当することになった殺人事件特捜班ボッシュは現場でFBI捜査官レイチェルと再会する。事件にテロリストが関与している可能性があるという。
ニューヨーク・タイムズ・マガジンに連載されていた小説に加筆されて出版されたものであり、他の長編に比べると短めである。
登場人物
- ハリー・ボッシュ
- イグナシオ・フェラス
- ラリー・ギャンドル
- レイチェル・ウォリング
- ジャック・ブレナー
- キズミン・ライダー
- スタンリー・ケイト
- アリシア・ケント
- ドン・ハドリー
- ジェシー・ミットフォード
- クリフォード・マクスウェル

## 映像化
2014年にタイタス・ウェリヴァー主演『BOSCH/ボッシュ』としてテレビドラマ化され、シーズン7まで製作・公開された。シーズン7の翌年2022年からはスピンオフシリーズ『ボッシュ: 受け継がれるもの』が製作・公開されている。